# Хімічне товариство
Хімічне товариство (англ. Chemical Society) — наукове товариство Великої Британії, засноване у 1841 році 77 вченими під назвою Хімічне товариство Лондона. Рушійною силою його створення був хімік Роберт Варінгтон.

## Історія
Однією з цілей Хімічного товариства було проведення зустрічей для «повідомлення та обговорення відкриттів і спостережень, звіт про які буде опубліковано Товариством». У 1847 році його важливість була визнана Королівською хартією, що додало йому значущості в розвитку науки та застосуванню хімії у промисловості. Серед його членів були видатні іноземні члени, включаючи Августа Вільгельма фон Гофмана, який став його президентом у 1861 році. Членство було відкритим для всіх, хто цікавиться хімією, але тривалий час членство обмежувалося чоловіками.
У 1904 році Едіт Хамфрі, яка вважалася першою британською жінкою, що здобула ступінь доктора хімії (в Цюріхському університеті), була однією з дев'ятнадцяти жінок-хіміків, які звернулися до Хімічного товариства з проханням призначення стипендій товариства жінкам. Зрештою це право було надано у 1919 році, і згодом Хамфрі було обрано стипендіаткою.
Хімічне товариство Лондона досягло успіху там, де низка попередніх хімічних асоціацій — Лондонська філія хімічного товариства Місячного товариства 1780-х років, Хімічний клуб тварин 1805 року, Лондонське хімічне товариство 1824 року — зазнали невдачі. Однією з причин успіху Лондонського хімічного товариства було те, що воно, на відміну від своїх попередників, було «плідним об'єднанням практичних та академічних хіміків».
З роками його діяльність розширювалася і Хімічне товариство стало великим видавцем у галузі хімії. 15 травня 1980 року воно об'єдналося з Королівським інститутом хімії, Товариством Фарадея та Товариством аналітичної хімії у Королівське хімічне товариство.

## Президенти
- Томас Грем — 1841—1843
- Артур Ейкін: 1843—1845
- Томас Грем — 1845—1847
- Вільям Томас Бранде — 1847—1849
- Річард Філліпс — 1849—1851
- Чарльз Добені: 1851—1853
- Полковник Філіп Йорк — 1853—1855
- Вільям Аллен Міллер — 1855—1857
- Сер Лайон Плейфер — 1857—1859
- Сер Бенджамін Броді — 1859—1861
- Август Вільгельм фон Гофман: 1861—1863
- Олександр Вільям Вільямсон — 1863—1865
- Вільям Аллен Міллер — 1865—1867
- Уоррен де ла Рю — 1867—1869
- Олександр Вільям Вільямсон — 1869—1871
- Сер Едвард Франкленд — 1871—1873
- Вільям Одлінг — 1873—1875
- Сер Фредерік Август Абель — 1875—1877
- Джон Хол Гладстон — 1877—1878
- Уоррен де ла Рю : 1879—1880
- Сер Генрі Енфілд Роско — 1880—1882
- Сер Джозеф Генрі Гілберт — 1882—1883
- Вільям Генрі Перкін — 1883—1885
- Х'юго Мюллєр: 1885—1887
- Сер Вільям Крукс — 1887—1889
- Вільям Джеймс Рассел — 1889—1891
- Олександр Крам Браун : 1891—1893
- Генрі Едвард Армстронг — 1893—1895
- Август Джордж Вернон Харкорт: 1895—1897
- Сер Джеймс Дьюар — 1897—1899
- Сер Томас Едвард Торп — 1899—1901
- Джеймс Емерсон Рейнольдс — 1901—1903
- Вільям Август Тілден : 1903—1905
- Рафаель Мельдола : 1905—1907
- Сер Вільям Рамзі — 1907—1909
- Гарольд Бейлі Діксон : 1909—1911
- Персі Фарадей Франкленд — 1911—1913
- Сер Вільям Генрі Перкін молодший: 1913—1915

- Александр Скотт : 1915—1917
- Сер Вільям Джексон Поуп — 1917—1919
- Джеймс Джонстон Доббі — 1919—1921
- Сер Джеймс Вокер — 1921—1923
- William Palmer Wynne : 1923—1925
- Arthur William Crossley[d] : 1925—1926
- Герберт Бреретон Бейкер — 1926—1928
- Сер Джоселін Філд Торп — 1928—1931
- Джордж Джеральд Хендерсон — 1931—1933
- Сер Гілберт Томас Морган: 1933—1935
- Невіл Вінсент Сіджвік — 1935—1937
- Сер Фредерік Джордж Доннан — 1937—1939
- Сер Роберт Робінсон — 1939—1941
- Джеймс Чарльз Філіп : 1941 — серпень 1941
- Вільям Гобсон Міллс — 1941—1944
- Волтер Норман Гаворт : 1944—1946
- Сер Сиріл Норман Хіншелвуд — 1946—1948
- Сер Ян Морріс Хейлброн — 1948—1950
- Сер Ерік Кейтлі Райділ — 1950—1952
- Сер Крістофер Келк Інголд — 1952—1954
- William Wardlaw: 1954—1956
- Сер Едмунд Ленглі Герст — 1956—1958
- Гаррі Юлій Емелеус : 1958—1960
- Лорд Олександр Робертус Тодд — 1960—1962
- Джон Монтет Робертсон : 1962—1964
- Сер Еварт Рей Герберт Джонс : 1964—1966
- Сер Гаррі Ворк Мелвілл : 1966—1968
- Сер Рональд Сідні Найхолм : 1968—1970
- Лорд Джордж Портер — 1970—1972
- Сер Фредерік Сідней Дейнтон : 1972—1973
- Сер Дерек Гарольд Річард Бартон — 1973—1974
- Джек Вілер Барретт : 1974—1975
- Френк Арнольд Робінсон : 1975—1976
- Сиріл Кліффорд Еддісон : 1976—1977
- Алан Вудворт Джонсон: 1977—1978
- Теодор Морріс Сагден : 1978—1979
- Доктор Альфред Спінкс : 1979—1980

## Члени-засновники
23 лютого 1841 року було скликано збори для розгляду питання про створення Хімічного товариства. Тимчасовий комітет, призначений для здійснення цієї мети, запросив кількох джентльменів, які займалися займалися хімією, стати членами-засновниками. Наступні 77 осіб надіслали свою письмову згоду:
- Артур Айкін
- Томас Ендрюс
- Дж. А. Баррон
- Джеймс Блейк
- Вільям Блайт
- Вільям Томас Бранде
- Е. В. Брейлі
- Генрі Джеймс Брук
- Чарльз Баттон
- Томас Кларк
- Вільям Джон Кок[7]
- Джон Томас Купер
- Джон Томас Купер молодший
- Ендрю Кросс
- Волтер Крам
- Джеймс Каммінг
- Джон Фредерік Даніель
- Чарльз Добені
- Едмунд Деві
- Уоррен де ла Рю
- Томас Еверітт
- Вільям Фергюсон
- Джордж Фаунс
- Фремптон
- JP Gassiot
- Томас Гілл

- Томас Грем
- Джон Грем
- Джон Джозеф Гріффін
- Томас Гріффітс
- Вільям Роберт Гроув
- Чарльз Гейш
- Генрі Геннелл
- Томас Гетерінгтон Генрі
- Вільям Герапат
- Томас Чарльз Хоуп
- Ф. Р. Хьюз
- Персіваль Джонсон
- Джеймс Джонстон
- В. Б. Лісон
- Джордж Діксон Лонгстафф
- Джордж Лоу
- Роберт Макгрегор
- Чарльз Макінтош
- Джон Мерсер
- Вільям Хеллоуз Міллер
- Томас Муді
- Девід Мушет
- JA Paris
- Х. Л. Паттінсон
- Томас Пірсолл
- Фредерік Пенні

- Вільям Хаселдін Пепіс
- Річард Філіпс
- Ліон Плейфер
- Роберт Порретт
- Л. Г. Поттс
- Г Оуен Різ
- Девід Босвелл Рід
- Томас Річардсон
- Моріс Скенлан
- Олів Сімс
- Денхем Сміт
- Едвард Соллі молодший
- Джон Стенхаус
- Річард Тейлор
- Джон Теннент
- Е. Ф. Тешемахер
- Томас Томсон
- Роберт Дандас Томсон
- Вілтон Джордж Тернер
- Роберт Варінгтон
- Вільям Вест
- Джеймс Лоу Вілер
- Джордж Вілсон
- Джон Вілсон
- Філіп Йорк

## Дивитися також
- Journal of the Chemical Society
- Proceedings of the Chemical Society
- Chemical Society Reviews